# Atentado de Burgos de 2009
El 29 de julio de 2009 a las 04:00 de la madrugada, ETA realizó un atentado en Burgos, España contra la casa cuartel de la Guardia Civil de dicha ciudad. El atentado destrozó por completo el edificio, dejó un saldo de más de sesenta heridos y se calificó de milagro la ausencia de fallecidos.
El atentado pudo llegar a ser una masacre ya que los etarras confundieron la hora del reloj detonador y lo programaron para las 04:00 en vez de a las 16:00 como era su intención. En el caso de no haberse equivocado, mucha gente podría haber sido afectada fatalmente por la explosión al encontrarse la furgoneta bomba con 700 kilogramos de amonal en una zona de paso de peatones.
Los agentes de la Guardia Civil encargados de la custodia del edificio llegaron a comprobar los datos de la furgoneta y creyeron que pertenecía a un vecino de la zona, al coincidir matrícula, marca y modelo.
Los expertos policiales declararon que la detonación "dejó un cráter de unos seis metros de diámetro y 1,80 metros de profundidad. La fuerza de la explosión llegó a 600 u 800 metros de distancia. Un bloque del motor llegó a 250 metros"
Los autores del atentado fueron Daniel Pastor, Beatriz Etxebarria e Iñigo Zapirain, miembros del comando Otazua.
Al día siguiente, el 30 de julio, ETA asesinó a dos guardias civiles en Palma Nova, Calviá (Baleares) con una bomba lapa.